# Jack Goody
Jack Goody (Londres, 27 de julio de 1919 - 16 de julio de 2015) fue un antropólogo social británico, africanista y, luego, estudioso de muy diversas culturas.

## Trayectoria
Jack Goody se matriculó en Cambridge para estudiar sociología a los veinte años, en 1939. Pero al llegar la Segunda Guerra Mundial ese proyecto se interrumpió. Tras combatir fue detenido por el enemigo; estuvo recluido tres años en campos de Italia y Alemania (la experiencia se halla contada, lentamente, en Beyond the Walls, 1944-1990). 
En 1946, se matricula al fin en filología inglesa en Cambridge; luego, estudia antropología en Oxford con Evans-Pritchard. Pero finalmente marcha a Cambridge con el antropólogo Meyer Fortes (1906-1983). Goody realizará importantes trabajos de campo en África occidental, en el norte de Ghana (Dagari y Gonja), en dos etapas, entre los años 1956 y 1966.  La entrada en la vida académica fue fructífera y al fin Goody sucedió en la cátedra a Meyer Fortes. Tras una larga trayectoria, con los más diversos proyectos comparatistas entre distintas sociedades, sin olvidar nunca su experiencia africana, fue también profesor honorario en Cambridge y Fellow del St John's College. 
Goody ha trabajado muy originalmente sobre el peso de la cultura escrita en las sociedades tradicionales, en el parentesco y ciertas técnicas, polemizando con Lévi-Strauss (La domesticación del pensamiento salvaje). Además, ha transcrito un impresionante mito africano (Une récitation du Bagré), tarea por la que sentía el mayor orgullo, y ha estudiado campos tan extensos como el familiar (Evolución de la familia y del matrimonio en Europa, The European Family), la cocina y los alimentos (Cocina, 'cuisine' y clase, Food and Love), los usos del mundo floral en las más variadas civilizaciones de ayer y de hoy (The Culture of Flowers) o la representación visual ,(Representaciones y contradicciones). En 2006, publicó El robo de la historia, largo trabajo polémico sobre cómo Europa impuso el relato del pasado al resto del mundo.
Para Goody los diferentes ámbitos que cabe denominar antropología, sociología o historia son diversos aspectos de una misma investigación, más amplia, sobre la interacción humana; es lo que —en contextos más especializados— se divide en economía, política, demografía, estudios religiosos. Por ello siempre ha desarrollado una ambición universalista, mezclando de un modo manifiesto la antropología y la sociología histórica, de forma que no cabe tras su estudio ninguna diferenciación entre distintos grupos humanos.

## Obra
- Beyond the Walls, publicado en italiano Oltre i muri, Roma, Il mondo, 1997.
- Death, Property and the Ancestors, Stanford Univ., 1962.
- Cultura escrita en sociedades tradicionales, Gedisa, 1996 (or. Cambridge, 1968), trabajo colectivo.
- Comparative Studies in Kinship, Stanford Univ., 1969.
- Technology, Tradition, and the State in Africa, Cambridge Univ., 1971.
- Une récitation du Bagré, París, A. Colin, 1980 (trilingüe; redacción previa en Oxford, 1972).
- Production and Reproduction. A Comparative Study of the Domestic Domain, Cambridge Univ., 1976 (y 1994).
- La domesticación del pensamiento salvaje, Akal, 1985 (or. Cambridge, 1977).
- Cocina, 'cuisine' y clase. Estudio de sociología comparada, Gedisa, 1995 (or. Cambridge, 1982).
- Evolución de la familia y del matrimonio en Europa, Herder, 1986 (or. Cambridge, 1983).
- La lógica de la escritura y la organización de la sociedad, Alianza, 1990 (or. Cambridge, 1986).
- The Interface between the Written and the Oral, Cambridge Univ., 1987 (y 1993);
- The Oriental, the Ancient, and the Primitive, Cambridge Univ., 1990.
- The Culture of Flowers, Cambridge Univ., 1993.
- The East in the West, Cambridge Univ, 1996.
- The Expansive Moment. Anthropology in Britain and Africa, Cambridge Univ., 1995, revisión de la anropología en UK.
- Representaciones y contradicciones. La ambivalencia hacia las imágenes, el teatro, la ficción, las reliquias y la sexualidad, Paidós, 1999 (or. Oxford, 1997).
- Food and Love, Verso, 1998.
- The European Family, Blackwell, 2000.
- Islam in Europe, Polity Press, 2004.
- The Theft of History, Cambridge University Press, 2006 (El robo de la historia, Akal, 2011, ISBN 978-84-460-2758-4).